# Hội nghị RISE
Hội nghị RISE ở Hồng Kông được thành lập bởi ban tổ chức hội nghị Web Summit vào năm 2015. Hội nghị RISE được đánh giá là một trong nhưng hội nghị công nghệ lớn nhất ở châu Á và thu hút được nhiều diễn giả đến từ các công ty Fortune 500 hay các công ty khởi nghiệp Unicorn như Uber, Grab, Gojek. Hội nghị RISE năm 2020 bị hủy do các bất ổn ở Hồng Kông.
Trong hội nghị cũng có tổ chức cuộc thi thuyết trình về các ý tưởng startup tiềm năng với các startup thắng cuộc là:
- 2015: Ambi Climate
- 2016: MyTaxi India
- 2017: Zap Zap Math
- 2018: LOGIVAN

## Diễn giả
Những diễn giả đã tham gia hội nghi này có thể kể đến:
- Joseph Tsai
- Jean Liu
- Werner Vogels
- Takeshi Idezawa
- Matt Mullenweg
- Jenny Lee
- Gary Vaynerchuk
- Tan Hooi Ling
- John Collison
- Neil Shen
- Peggy Johnson
- Amit Singh
- Marie Kondo
- David Rowan
- Vipul Parekh
- Anna Fang
- Wayne Xu